# ダキカノ
『ダキカノ〜抱きしめたくなる、いちゃラブ彼女〜』は、成人向けゲームの製作会社ウィルプラスから発売された、音声付き抱き枕カバーのシリーズ及びそのブランド名である。
コンセプトは「等身大の『彼女』とイチャイチャしながらすごす、とびきり甘いひと時」。18歳未満は購入不可。

## 製品概要
抱き枕カバーの素材はダキカノ4thより抱き枕カバーの素材は2Wayトリコット、アクアプレミア（以前はアクアライクラ）で、サイズはW500xH1600（mm）。
期間限定で販売され、音声データのダウンロードコードが抱き枕カバーに同梱される。なお、ウィルプラス公式通販では通常版のほか「ラブラブプラスバージョン」を提供しており、注文時に指定した「名前」を声優が呼んでくれる特別仕立てとなる。

## 製品一覧

### ダキカノ 1stシーズン
| 発売日         | タイトル                             | キャッチコピー                           | 声           | 原画           | シナリオ |
| -------------- | ------------------------------------ | ---------------------------------------- | ------------ | -------------- | -------- |
| 2016年6月10日  | Vol.1 逢坂 真奈美（あいさか まなみ） | 付き合いたて×おっとり系×ちょっと天然彼女 | 奏雨         | オダワラハコネ | 水瀬拓未 |
| 2016年7月1日   | Vol.2 東條 琴音（とうじょう ことね） | 世話好き×母性的×甘やかし彼女             | 秋野花       | 武藤此史       | 水瀬拓未 |
| 2016年7月29日  | Vol.3 隈川 由紀（くまかわ ゆき）     | 無邪気×元気系×遠距離恋愛彼女             | くすはらゆい | もとみやみつき | 水瀬拓未 |
| 2016年11月30日 | Vol.4 乃木坂 舞（のぎさか まい）     | 素直になれない×本当は甘えたい×後輩彼女   | 羽鳥いち     | 夜ノみつき     | 水瀬拓未 |
| 2016年12月22日 | Vol.5 宮内 千鶴（みやうち ちづる）   | いたずら×誘惑×女子大生彼女               | 白月かなめ   | 秋野すばる     | 水瀬拓未 |

### ダキカノ 2ndシーズン
| 発売日         | タイトル                           | キャッチコピー                   | 声         | 原画         | シナリオ |
| -------------- | ---------------------------------- | -------------------------------- | ---------- | ------------ | -------- |
| 2017年2月21日  | Vol.6 一ノ瀬 唯（いちのせ ゆい）   | 家庭的×世話好き×幼馴染み         | あじ秋刀魚 | 三九呂       | 水瀬拓未 |
| 2017年4月21日  | Vol.7 楠 ほのか（くすのき ほのか） | 先輩×学生会長×お人好し           | 北見六花   | 綾瀬はづき   | 水瀬拓未 |
| 2017年6月23日  | Vol.8 雪村 彩乃（ゆきむら あやの） | クール×口下手×乙女               | 小鳥居夕花 | ぐれーともす | 水瀬拓未 |
| 2017年8月25日  | Vol.9 宮坂 陽菜（みやさか ひな）   | 従姉妹×恥ずかしがり屋×秘めた想い | 歩サラ     | るちえ       | 水瀬拓未 |
| 2017年10月27日 | Vol.10 川澄 奈緒（かわすみ なお）  | 献身×応援×マネージャー           | 橘まお     | B-銀河       | 水瀬拓未 |

### ダキカノ 3rdシーズン
| 発売日         | タイトル                               | キャッチコピー                   | 声         | 原画             | シナリオ   |
| -------------- | -------------------------------------- | -------------------------------- | ---------- | ---------------- | ---------- |
| 2018年6月22日  | Vol.1 草薙 奏（くさなぎ かなで）       | 看病×世話焼き×甘えさせてくれる   | 風音       | ゆゆ             | 籐太       |
| 2018年11月30日 | Vol.2 秋山 彩奈（あきやま あやな）     | 年下の女の子×年の差×あこがれ     | 藤咲ウサ   | 草壁レイ         | 犬狂い     |
| 2019年2月22日  | Vol.3 小春野 ひまり（こはるの ひまり） | ほんわか×ぬくもり×あなたが大好き | 花澤さくら | ファイカプリコ   | 来夢みんと |
| 2019年9月6日   | Vol.4 名塚 里咲（なづか りさ）         | ほんわか×お姉さん×カフェ店員     | 月野きいろ | フミオ           | 犬狂い     |
| 2020年2月14日  | Vol.5 藤宮 すずか（ふじみや すずか）   | 幼馴染×許嫁×巫女                 | 春乃いろは | ジェントル佐々木 | 犬狂い     |

### ダキカノ 4thシーズン
| 発売日         | タイトル                             | キャッチコピー                                 | 声         | 原画         | シナリオ |
| -------------- | ------------------------------------ | ---------------------------------------------- | ---------- | ------------ | -------- |
| 2020年06月26日 | vol.1 櫛田 ころね（くしだ ころね）   | 甘えん坊×義妹×初恋                             | 秋野花     | ななろば華   | 七央結日 |
| 2020年11月27日 | Vol.2 藤縞 もみじ（ふじしま もみじ） | 元気いっぱい×背伸びしたいお年頃×年下彼女       | 花澤さくら | ひさまくまこ | 七央結日 |
| 2021年01月29日 | Vol.3 朱川 乙葉（あけかわ おとは）   | お姉ちゃん×甘やかしてくれる×年上彼女           | 君島りさ   | 希望つばめ   | 七央結日 |
| 2021年03月29日 | Vol.4 藍川 ことみ（あいかわ ことみ） | 元気いっぱい×大きなおっぱい×からかい上手       | 白月かなめ | 開栓注意     | 七央結日 |
| 2021年05月28日 | vol.5 新海 美羽 （にいみ みう）      | 年下のお姉さん×大きなおっぱい×お世話したい彼女 | 小波すず   | きびぃもか   | 月影彰太 |

### ダキカノ 5thシーズン
| 発売日         | タイトル                             | キャッチコピー                                   | 声           | 原画         | シナリオ |
| -------------- | ------------------------------------ | ------------------------------------------------ | ------------ | ------------ | -------- |
| 2021年05月28日 | vol.1 桜木 ちょこ (さくらぎ ちょこ)  | ロリ巨乳×お世話してくれる×お母さんになりたい彼女 | 杏子御津     | 蜜桃まむ     | 犬狂い   |
| 2021年10月29日 | vol.2 明日見 さやか(あすみ さやか)   | 元気な後輩×大きなおっぱい×甘えたい彼女           | 水野七海     | 天野どん     | 志方孝志 |
| 2022年2月25日  | vol.3 小日向 ゆいな(こひなた ゆいな) | 元気な後輩×素直で可愛い×甘えたい彼女             | くすはらゆい | クロノミツキ | 比野練火 |
| 2022年5月20日  | vol.4 月島 しおり(つきしま しおり)   | 幼馴染×一途×あなたのお世話がしたい彼女           | 白月かなめ   | フミオ       | 志方孝志 |
| 2022年6月24日  | vol.5 朝来 ゆう(あさき ゆう)         | 年上のお姉さん×素直で可愛い×甘えたい彼女         | あじ秋刀魚   | クロノミツキ | 志方孝志 |

### ダキカノ 6thシーズン
| 発売日         | タイトル                               | キャッチコピー                                 | 声         | 原画         | シナリオ     |
| -------------- | -------------------------------------- | ---------------------------------------------- | ---------- | ------------ | ------------ |
| 2022年9月9日   | vol.1 神月 ゆめ (こうずき ゆめ)        | 元気いっぱい×甘えたい×後輩ちゃん               | 歩サラ     | mdfあん      | 来夢みんと   |
| 2022年10月28日 | vol.2 吾妻 あさひ(あずま あさひ)       | ツンデレ×妹ちゃん×年下彼女                     | 小波すず   | ろむむ       | 志方孝志     |
| 2022年12月2日  | vol.3 向坂 みなも(こうさか みなも)     | ぽあぽあ系の妹ちゃん×甘やかしてくれる×後輩彼女 | 北大路ゆき | 九条だんぼ   | 風間ぼなんざ |
| 2023年2月3日   | vol.4 千ヶ崎 あんず(ちがさき あんず)   | 義理の妹ちゃん×元気いっぱい×年下彼女           | 柳ひとみ   | クロノミツキ | 志方孝志     |
| 2023年4月21日  | vol.5 猫屋敷 ねねこ(ねこやしき ねねこ) | 年下の幼馴染×にぃにと恋人になりたい×猫系少女   | 上原あおい | ななろば華   | 七央結日     |

### ダキカノ 7thシーズン
| 発売日        | タイトル                             | キャッチコピー                           | 声           | 原画         | シナリオ     |
| ------------- | ------------------------------------ | ---------------------------------------- | ------------ | ------------ | ------------ |
| 2023年6月2日  | vol.1 西住 さえこ (にしずみ さえこ)  | 働く女性×女上司×年上彼女                 | 手塚りょうこ | mdfあん      | 中村亮太     |
| 2023年9月29日 | vol.2 水瀬 四葉(みなせ よつば)       | 幼馴染×年下×あなたに甘えたい             | 飴川紫乃     | 鷹乃ゆき     | 風間ぼなんざ |
| 2023年12月1日 | vol.3 館林 まひる(たてばやし まひる) | 幼馴染×あなたのことが大好き×甘えたい彼女 | 猫村ゆき     | わにたろー。 | 来夢みんと   |
| 2024年2月2日  | vol.4 香里 凪沙(こうり なずな)       | 元気な先輩×あなたが大好き×お調子者       | 月野きいろ   | ぽんす       | 近江谷宥     |
| 2024年9月27日 | vol.5 亜麻音 ひびき(あまね ひびき)   | 褐色肌×快活な女の子×後輩彼女             | 橘まお       | 廃狼         | 七央結日     |

### ダキカノ 8thシーズン
| 発売日        | タイトル                      | キャッチコピー                               | 声   | 原画    | シナリオ |
| ------------- | ----------------------------- | -------------------------------------------- | ---- | ------- | -------- |
| 2025年4月18日 | vol.1 柚木 みこ (ゆずき みこ) | ぽあぽあ×むちむちな身体×あなたを甘やかしたい | みる | mdfあん | 中村亮太 |

### ダキカノ Kiss
| 発売日         | タイトル                            | キャッチコピー                   | 声       | 原画           | シナリオ |
| -------------- | ----------------------------------- | -------------------------------- | -------- | -------------- | -------- |
| 2020年05月22日 | kiss1 深見 ありさ（ふかみ ありさ）  | 抱きしめたくなる、いちゃラブ彼女 | 風音     | mdfあん        | 七央結日 |
| 2020年12月18日 | kiss2 如月 彩世（きさらぎ さよ）    | 抱きしめたくなる、いちゃラブ彼女 | 花寺香蓮 | 藤ます         | 七央結日 |
| 2021年06月25日 | kiss3 笹本 なつき (ささもと なつき) | 抱きしめたくなる、いちゃラブ彼女 | 綾音まこ | コブラノヲヤツ | 月影彰太 |
| 2021年06月25日 | kiss4 七瀬 梨子 (ななせ りこ)       | 抱きしめたくなる、いちゃラブ彼女 | 猫村ゆき | neropaso       | 遠波有海 |

### ダキカノアフター
| 発売日         | タイトル                         | キャッチコピー                   | 声           | 原画           | シナリオ   |
| -------------- | -------------------------------- | -------------------------------- | ------------ | -------------- | ---------- |
| 2018年01月19日 | 隈川 由紀（くまかわ ゆき）       | あなたのお嫁さんにさせてください | くすはらゆい | もとみやみつき | 水瀬拓未   |
| 2019年04月19日 | 宮内 千鶴（みやうち ちづる）     | あなたのお嫁さんにさせてください | 白月かなめ   | 秋野すばる     | 水瀬拓未   |
| 2019年12月06日 | 乃木坂 舞（のぎさか まい）       | あなたのお嫁さんにさせてください | 羽鳥いち     | 夜ノみつき     | 水瀬拓未   |
| 2020年06月26日 | 名塚 里咲（なづか りさ）         | あなたのお嫁さんにさせてください | 月野きいろ   | フミオ         | 犬狂い     |
| 2021年6月25日  | 櫛田 ころね（くしだ ころね）     | あなたのお嫁さんにさせてください | 秋野花       | ななろば華     | 七央結日   |
| 2022年2月4日   | 深見 ありさ（ふかみ ありさ）     | あなたのお嫁さんにさせてください | 風音         | mdfあん        | 七央結日   |
| 2022年3月25日  | 小春野 ひまり（こはるの ひまり） | あなたのお嫁さんにさせてください | 花澤さくら   | ファイカプリコ | 来夢みんと |
| 2023年3月3日   | 小日向 ゆいな（こひなた ゆいな） | あなたのお嫁さんにさせてください | くすはらゆい | クロノミツキ   | 中村亮太   |
| 2023年6月30日  | 千ヶ崎 あんず（ちがさき あんず） | あなたのお嫁さんにさせてください | 柳ひとみ     | クロノミツキ   | 志方孝志   |
| 2024年6月28日  | 月島 しおり（つきしま しおり）   | あなたのお嫁さんにさせてください | 白月かなめ   | フミオ         | 志方孝志   |
| 2025年2月7日   | 西住 さえこ（にしずみ さえこ）   | あなたのお嫁さんにさせてください | 手塚りょうこ | mdfあん        | 中村亮太   |

### ダキカノ2ndアフター
| 発売日         | タイトル                         | キャッチコピー                         | 声           | 原画         | シナリオ   |
| -------------- | -------------------------------- | -------------------------------------- | ------------ | ------------ | ---------- |
| 2024年05月31日 | 深見 ありさ（ふかみ ありさ）     | あなたの奥さんになれて本当によかった。 | 風音         | mdfあん      | 燈緋色花音 |
| 2024年09月30日 | 隈川 由紀（くまかわ ゆき）       | あなたの奥さんになれて本当によかった。 | くすはらゆい | mdfあん      | 水瀬拓未   |
| 2025年06月27日 | 小日向 ゆいな（こひなた ゆいな） | あなたの奥さんになれて本当によかった。 | くすはらゆい | クロノミツキ | 燈緋色花音 |